# LGBT aux Samoa

Localisation des Samoa

Les personnes lesbiennes, gays, bisexuelles et transgenres (LGBT) aux Samoa sont confrontées à des défis juridiques supplémentaires par rapport aux personnes non LGBT. Les actes sexuels entre deux hommes ou deux femmes sont illégaux, passibles d'une peine pouvant aller jusqu'à sept ans d'emprisonnement, même si la loi n'est pas appliquée.
La société samoane tend à être tolérante envers la transidentité, mais pas envers l'homosexualité. La communauté fa'afafine, d'un troisième genre, appartient à la culture traditionnelle samoane et est acceptée. Parmi les groupes qui plaidant pour une meilleure représentation des fa'afafine et la dépénalisation de l'homosexualité, on compte l'Association Samoane Fa'afafine.
De plus, en 2011, les Samoa ont signé la «déclaration conjointe sur la fin des actes de violence et des violations des droits humains connexes fondées sur l'orientation sexuelle et l'identité de genre » aux Nations unies, condamnant la violence et la discrimination à l'égard des personnes LGBT,. En signant la déclaration conjointe, Samoa s'engage auprès de la communauté internationale en faveur des LGBT+, pour reconnaître leurs difficultés particulières.

## Histoire
Les préjugés envers l'homosexualité ne sont pas documentés avant l'arrivée des missionnaires chrétiens à la fin du dix-huitième et au début du dix-neuvième siècle. La société précoloniale samoane, semblable à d'autres sociétés polynésiennes, a été décrite par les occidentaux comme une société sexuellement libre, même si cela est en réalité un mythe. On sait que des cérémonies de mariage homosexuel eurent lieu. Les personnes Fa'afafine, un troisième genre culturel aux Samoa, peuvent épouser des hommes ou des femmes et engendrer des enfants. En revanche, à l'époque contemporaine, un ouvrage sur les Fa'afafine indique que peu de ces personnes se marient.

### 21ème siècle
En août 2012, le Premier ministre Tuilaepa Sailele Malielegaoi refuse l'idée que les Samoa suivraient l'exemple de la Nouvelle-Zélande en légalisant le mariage homosexuel. Lorsqu'on lui a demandé s'il soutiendrait la légalisation, il a répondu: "Vous rêvez." Il réitère cette position, pour des motifs explicitement religieux, en mars 2013, en disant  : « Mon point de vue en tant que dirigeant des Samoa sur cette question du mariage homosexuel est simple : il n'y a aucun moyen, absolument aucun, que cette question soit un jour prise en considération aux Samoa. Le parlement samoan n'examinerait jamais un projet de loi comme celui-ci, du moins pas à mon époque. C'est le point de vue fort et combiné du gouvernement des Samoa et des confessions religieuses du pays. Nous sommes unis contre cela parce que les Samoa sont fondées sur des croyances chrétiennes. Et les croyances chrétiennes sont contre ce type de comportement qui, selon la Bible, était la raison de la malédiction qui a détruit Gomorrhe et Sodome. Il est très clair que le sacrement de mariage est entre un homme et une femme. Le mariage homosexuel est un péché. Et peu importe comment les gens présentent ce problème, peu importe comment ils le résument, il n'y a qu'une seule vérité, et c'est que ce type de comportement est un péché. » En octobre 2013, le Premier ministre critique le mariage d'un homosexuel samoan en Nouvelle-Zélande.
En septembre 2017, le Premier ministre Tuilaepa Sailele Malielegaoi exclut la légalisation de l'avortement et du mariage homosexuel aux Samoa tant que lui et son Parti de la protection des droits de l'homme resteraient au pouvoir, déclarant qu'ils n'autoriseraient pas les «pratiques païennes» aux Samoa et que "cela ne sera jamais accepté par le gouvernement car cela sape notre tradition et notre culture.",.
En novembre 2017, un ministre associé samoan accuse les Nations unies de promouvoir secrètement le mariage homosexuel aux Samoa. Il affirme en outre que les Samoa ne légaliseraient "jamais" le mariage homosexuel.
En décembre 2017, le Premier ministre Tuilaepa Sailele Malielegaoi décrit le mariage homosexuel comme une "abomination" et une "pratique de Sodome et Gomorrhe" et qu'"il n'y a pas de véritable pays chrétien au monde qui l'autoriserait et il ne serait pas autorisé dans Samoa tant qu'il est resté un pays chrétien »,. L'Association Fa'afafine des Samoa s'est opposée au mariage homosexuel en 2013, et déclare en 2017 que ce n'était pas aussi important "la promotion des droits de l'homme et la réduction de la discrimination et de la violence fondées sur l'identité de genre". En 2018, l'association affirme que "le mariage est le cadet de nos soucis quand on n'a pas de travail, ce n'est pas une priorité",.

## Communautés
Les Samoa ont un certain progressisme en matière d'identité et d'expression de genre car elles comptent une importante communauté transgenre ou «troisième genre» appelée fa'afafine. Les fa'afafine font partie intégrante des coutumes traditionnelles samoanes, permettant aux personnes transgenres, particulièrement aux femmes trans, d'être acceptées car elles ont toujours fait partie de la culture samoane. Le 1er mai 2013, les Samoa ont abrogé les dispositions pénales interdisant aux hommes de « se faire passer pour » des femmes. La loi de 2013 sur les crimes a supprimé les dispositions contenues dans la précédente ordonnance de 1961 sur les crimes qui criminalisaient les hommes se faisant passer pour des femmes dans un lieu public et qui étaient utilisées pour cibler les femmes transgenres et les personnes de genres divers.

### Fa'afafine et fa'afatama
Les fa'afafine sont des personnes qui s'identifient comme d'un troisième genre aux Samoa, aux Samoa américaines et dans la diaspora samoane. L'Identité de genre et le rôle de genre sont reconnus depuis au moins le début du XXe siècle dans la société samoane, et certains théorisent une partie intégrante de la culture samoane traditionnelle. Le premier rapport national sur l'état des droits de l'homme du Médiateur, publié en août 2015, qualifiait les fa'afafine de "troisième genre qui a toujours existé aux Samoa" et notait "leur travail acharné et leur dévouement envers la famille dans l'exercice à la fois de leurs rôles et de leurs responsabilités. pour hommes et femmes". De même, les fa'afatama sont assignées femmes à la naissance, mais qui incarnent les deux traits de genre.
L'Association Samoa Fa'afafine (SFA) est une organisation conçue pour favoriser le travail commun entre les fa'afafine et les communautés LGBT aux Samoa, dans la région Asie-Pacifique et dans le monde. La SFA se décrit comme une organisation dédiée à l'équilibre entre les valeurs samoanes et les influences occidentales et vise à promouvoir une attitude positive envers la communauté fa'afafine samoane.

## Militantisme
Le premier aperçu des droits de l'homme aux Samoa, "For Samoa by Samoa" ne fait aucune mention ou référence à l'orientation sexuelle et à l'identité de genre, ni à la population fa'afafine, même s'il y a une présence LGBT au sein du Conseil consultatif de l'INDH. Plusieurs soumissions d'ONG ont pour sujet la dépénalisation, les problèmes des jeunes LGBT et les droits de partenariat pour les personnes LGBT aux Samoa, les défenseurs actuels se concentrant sur l'amélioration de la compréhension institutionnelle et publique de ce à quoi ressemblerait la non-discrimination fondée sur l'orientation sexuelle et l'expression de genre.

## Conditions de vie

### Situation légale

#### Pénalisation des relations homosexuelles
Les Articles 67, 68 et 71 de la loi de 2013 sur les crimes criminalisent les actes sexuels entre personnes de même sexe. Cette loi entre en vigueur le 1er mai 2013. Sont aussi interdites par cette loi les relations anales hétérosexuelles et les relations sexuelles orales.
Article 67. Sodomie
- La personne qui commet une sodomie est passible :
  - d'une peine d'emprisonnement qui n’excédera pas cinq ans.
- La sodomie est complète dès la pénétration.
- En vertu du présent article, le consentement de l'autre partie n'est pas un argument de défense.

Article 68. Tentatives de sodomie
Une personne est passible d'une peine d'emprisonnement n'excédant pas cinq (5) ans si elle tente de commettre une sodomie ou attaque une autre personne dans l'intention de commettre une sodomie.
Article 71. Lieu de recours pour actes homosexuels
- Une personne est passible d'une peine d'emprisonnement n'excédant pas sept (7) ans si elle garde ou gère, ou agit ou aide sciemment à la gestion de tout local utilisé comme lieu de villégiature pour la commission d'actes indécents entre hommes, ou
- étant le locataire, le preneur à bail ou l'occupant d'un local, permet sciemment que ce local ou une partie de celui-ci soit utilisé comme lieu de villégiature pour la commission d'actes indécents entre hommes ; ou
- étant le bailleur ou le propriétaire d'un local, ou l'agent du bailleur ou du propriétaire, loue le local ou une partie du local en sachant qu'il sera utilisé comme lieu de villégiature pour la commission d'actes indécents entre hommes, ou qu'une partie du local sera utilisée de la sorte, ou participe délibérément à l'utilisation continue du local ou d'une partie du local comme lieu de villégiature pour la commission d'actes indécents.

La «sodomie» est définie dans l'affaire Police v Poi de 2007 comme signifiant la pénétration de l'anus d'une victime masculine ou féminine par le pénis du délinquant.
En juin 2010, la Commission de réforme du droit des Samoa, dans son rapport au Premier ministre, recommande "d'abroger toutes les sanctions pénales attachées à l'infraction pénale de sodomie et aux actes connexes commis en privé entre des hommes adultes consentants". La Commission note que cette légalisation reçut un soutien dans la majorité des soumissions publiques.
Les sections 58D, 58E, 58G et 58J de l'ordonnance de 1961 sur les crimes (abrogée) criminalisent les actes sexuels entre personnes de même sexe. En 2011, il est signalé que les Samoa décriminaliseraient les actes sexuels homosexuels entre adultes consentants en vertu d'un nouveau code pénal recommandé par la Commission de réforme du droit des Samoa. Le gouvernement rejette cependant la recommandation de la commission.

#### Protections anti-discrimination
Samoa a des protections limitées pour l'orientation sexuelle. La section 20(2) de la loi de 2013 sur les relations de travail et d'emploi interdit la discrimination directe et indirecte fondée sur l'orientation sexuelle à l'encontre d'un employé ou d'un candidat à un emploi dans toute politique, procédure ou pratique en matière d'emploi. L'article 20 de la loi stipule ce qui suit : Une personne ne doit pas discriminer, directement ou indirectement, un employé ou un candidat à un emploi dans toute politique d'emploi, procédure ou pratique pour une ou plusieurs raisons arbitraires telles que l'ethnie, la race, la couleur, le sexe, le genre, la religion, l'opinion politique, l'origine, l'orientation sexuelle, l'origine sociale, le statut marital, la grossesse, les responsabilités familiales, le VIH réel ou supposé ou l'invalidité.
Les crimes motivés par l'orientation sexuelle ou l'identité de genre sont criminalisés en vertu de l'article 7(1)(h) de la loi de 2016 sur la détermination de la peine.

#### Critique du statut des droits LGBT
Le statut des droits des LGBT aux Samoa est examiné par le groupe de travail sur l'Examen périodique universel par le biais d'un mécanisme du Conseil des droits de l'homme (CDH) des Nations unies (ONU). Samoa doit actuellement subir son troisième examen de cycle en avril et mai 2021.

##### Recommandations du premier cycle de l'EPU
| Pays       | Niveau d'action      | Recommandation |
| ---------- | -------------------- | --- |
| Canada     | 5, action spécifique | Respecter son engagement en faveur de l'égalité et de la non-discrimination en abrogeant toutes les dispositions légales qui criminalisent l'activité sexuelle entre adultes consentants et enquêter sur tous les cas de discrimination fondée sur l'orientation sexuelle et l'identité de genre |
| France     | 5, action spécifique | Abroger les lois criminalisant les relations entre adultes consentants du même sexe |
| Norvège    | 5, action spécifique | Abroger toutes les dispositions susceptibles d'être appliquées pour criminaliser l'activité sexuelle entre adultes consentants et adopter des mesures législatives appropriées pour inclure l'orientation sexuelle et l'identité de genre dans les lois sur l'égalité et la non-discrimination   |
| États-Unis | 2, action continue   | Poursuivre son réexamen des lois qui restreignent les droits humains des individus en raison de leur orientation sexuelle ou de leur identité de genre, et abroger toutes ces lois |

Lors du premier cycle de l'Examen périodique universel, les Samoa ont rejeté trois recommandations de niveau 5 du Canada, de la France et de la Norvège visant à abroger immédiatement toutes les dispositions légales criminalisant l'activité sexuelle entre adultes consentants et à enquêter sur la discrimination fondée sur l'orientation sexuelle et l'identité de genre afin de respecter leur engagement en faveur de l'égalité et de la non-discrimination. Cependant, rejetant ces recommandations, elles ont accepté une recommandation des États-Unis de poursuivre leur réexamen de la dépénalisation de l'activité sexuelle entre personnes de même sexe, l'Examen périodique déclarant ensuite : « Les Samoa ont pris conscience des lacunes et des faiblesses de leur cadre législatif concernant le respect de l'égalité et de la non-discrimination fondées sur l'orientation sexuelle, et du fait que la législation pertinente était en cours d'examen par la Commission de réforme législative des Samoa. Les Samoa ont indiqué que les Fa'afafine et les hommes et les femmes homosexuels étaient des membres à part entière de la société samoane et étaient héritiers des titres et des terres de la famille principalement par consensus familial élargi, comme c'était le cas pour tous les hommes et femmes de sa société. Cependant, l'orientation sexuelle était une question sensible à Samoa compte tenu des croyances religieuses et culturelles de la société en général. Néanmoins, les Samoa sont convaincues que l'éducation, la prise de conscience et la sensibilisation ouvriront la voie à l'acceptation par la société et à la prévention de la discrimination pouvant découler de l'orientation sexuelle. »

##### Recommandations du deuxième cycle de l'EPU
| Pays             | Niveau d'action      | Recommandation |
| ---------------- | -------------------- | --- |
| Nouvelle-Zélande | 4, action générale   | Prendre des mesures pour lutter contre les inégalités affectant les droits de l'homme dans le domaine de la discrimination fondée sur l'orientation sexuelle et l'identité de genre |
| Slovénie         | 5, action spécifique | Abroger toutes les dispositions criminalisant les relations homosexuelles entre adultes consentants |
| Espagne          | 5, action spécifique | Compléter la mise à jour de la législation en dépénalisant les relations homosexuelles entre adultes consentants |
| États-Unis       | 5, action spécifique | Combattre les discriminations fondées sur l'orientation sexuelle et l'identité de genre en dépénalisant la « sodomie » et « l'indécence entre hommes », qui constituent actuellement des crimes passibles d'une peine d'emprisonnement pouvant aller jusqu'à sept ans                                                                                      |
| Canada           | 5, action spécifique | Abroger les lois qui criminalisent les relations homosexuelles consensuelles et interdisent la discrimination fondée sur l'orientation sexuelle ou l'identité de genre dans tous les domaines de la vie publique, y compris l'emploi, la santé et l'éducation, en mettant la législation du Samoa en conformité avec son engagement en faveur de l'égalité |
| Chili            | 4, action générale   | Adopter des mesures pour prévenir la violence et la discrimination contre les personnes sur la base de leur orientation sexuelle et de leur identité de genre |
| Slovénie         | 4, action générale   | Adopter des mesures pour réduire la violence à l'égard des femmes et des filles et la violence fondée sur l'orientation sexuelle et l'identité de genre |

Les recommandations du rapport du deuxième cycle reflètent les préoccupations croissantes concernant l'absence de droits LGBT pour les individus samoans, puisque près de deux fois plus de pays ont proposé des actions que Samoa doit envisager, des pays comme la Nouvelle-Zélande félicitant Samoa pour ses progrès dans l'augmentation de la participation des femmes au Parlement et à des postes de direction au gouvernement, mais notant que des mesures supplémentaires étaient nécessaires dans le domaine des droits des lesbiennes, gays, bisexuels et transgenres. En réponse, les Samoa n'ont accepté que la recommandation de la Slovénie de réduire la violence à l'égard des femmes et des individus sur la base de leur orientation sexuelle et de leur identité de genre, prenant note des autres propositions mais les rejetant finalement : « La Constitution du Samoa proclame la protection des droits fondamentaux et des libertés individuelles, sans distinction de genre. La dépénalisation de l'activité sexuelle de la sodomie et l'abrogation de toutes les dispositions criminalisant les relations homosexuelles ne sont pas possibles à l'heure actuelle en raison des sensibilités culturelles et des croyances chrétiennes de la société samoane. L'acceptation de cette recommandation irait à l'encontre de l'esprit de notre Constitution qui est fondée sur des principes chrétiens. Par conséquent, les Samoa prennent note de ces recommandations. »

### Thérapie de conversion
La thérapie de conversion a un effet négatif sur la vie des personnes LGBT et peut entraîner une faible estime de soi, la dépression et des idées suicidaires.
La loi de 2007 sur la santé mentale stipule que les personnes ne doivent pas être considérées comme des malades mentaux si elles refusent ou omettent d'exprimer une orientation sexuelle particulière, et interdit toute thérapie de conversion par des professionnels de la santé dans le domaine de la santé mentale. Cette loi est publiée le 2 février 2007.

### Interdictions de films sur le thème LGBT
En 2009, le Conseil de censure des Samoa interdit la projection du film Milk sur la vie du militant américain des droits des homosexuels Harvey Milk, mais autorise lors de la même semaine Lesbian Vampire Killers. En 2019, il interdit la projection du film Rocketman sur la vie du musicien gay britannique Elton John,,,. Cette décision, qualifiée d'"hypocrite", "ignorante" et de "moralité sélective" par des militants des droits de l'Homme, fait l'objet de protestations de la part de l'Association Samoa Fa'afafine,,.

## Tableau récapitulatif
| L'activité sexuelle entre personnes de même sexe est légale                                                             | (Pour les hommes, la légalisation est proposée)/ (Pour les femmes) |
| Âge égal du consentement                                                                                                | (Pour les hommes)/ (Pour les femmes) |
| Lois anti-discrimination en matière d'emploi uniquement                                                                 | (Depuis 2013) |
| Lois anti-discrimination dans la fourniture de biens et de services                                                     | No |
| Lois anti-discrimination dans tous les autres domaines (y compris la discrimination indirecte et les discours de haine) | No |
| Hate crime laws include sexual orientation and gender identity                                                          | (Depuis 2016) |
| Mariages entre personnes de même sexe                                                                                   | No |
| Reconnaissance des couples de même sexe                                                                                 | No |
| Adoption d'enfants par des couples de même sexe                                                                         | No |
| Adoption conjointe par des couples de même sexe                                                                         | No |
| Les personnes LGBT+ autorisées à servir ouvertement dans l'armée                                                        | N'a pas d'armée |
| Droit de changer de sexe légal                                                                                          | (Les Samoa comptent une importante communauté transgenre appelée fa'afafine et fa'afatama ; mais il n'est pas certain que les changements de genre légaux soient autorisés.) |
| Les thérapies de conversion interdites                                                                                  | (Interdiction indirecte depuis 2007, seuls les professionnels de la santé sont interdits de pratiquer des traitements tentés)                                                |
| Accès à la FIV pour les lesbiennes                                                                                      | No |
| La maternité de substitution commerciale pour les couples homosexuels masculins                                         | No |
| Les HSH autorisés à donner leur sang                                                                                    | |